# Николоз Беручашвили
Николоз Беручашвили (на грузински: ნიკოლოზ ბერუჩაშვილი) или Нико Беручашвили е грузински географ, ландшафтовед и университетски преподавател, професор в Тбилиския държавен университет.

## Биография
Роден е на 21 август 1947 г. в Тбилиси, Грузия. Завършва средно образование в родния си град. През 1970 г. завършва Геолого-географския факултет на Тбилиския държавен университет. В 1971 г. защитава научна дисертация за кандидат на науките в Московския държавен университет, а през 1981 г. защитава дисертация за научна степен доктор на географските науки. От 1970 г. е асистент в Тбилиския държавен университет, през 1974 г. е избран за доцент, а от 1983 г. е професор. През 1975 – 1976 г. специализира в Сорбоната в Париж. Изнася лекции в Сорбоната, Софийския университет, университетите във Варшава, Бърно, Тулуза, Гренобъл.
През 2004 г. основава Комисията за ландшафтни изследвания към Международния географски съюз. Председател е на комисията от 2004 до 2006 г. Автор е на 228 научни труда и 28 монографии, три от тях издадени в Париж и три в Москва.
Почива на 23 март 2006 г. в Тбилиси, Грузия.

## Отличия и награди
- Носител е на Ордена на честта на Грузия.